# 寺嶋良
寺嶋 良（てらしま りょう、1997年10月23日 - ）は、日本の男子プロバスケットボール選手である。ポジションはポイントガード。東京都出身。B.LEAGUEの広島ドラゴンフライズ所属。

## 来歴
小学校１年時（6歳）に兄の影響でバスケットボールを始めた。  小学校6年の時、マジックジュニアバスケットボールクラブで都大会優勝
4つ以上の小学校からプレイヤーが集まってきている4校ルールで全国ミニバスケットボール大会には出場出来なかった
梅丘中学校ではキャプテンとして全国中学校バスケットボール大会出場
東京都中学選抜に選出され全国準優勝・大会優秀選手賞を受賞した。

高校は洛南高校に進学。2015年のインターハイ京都府予選でライバル東山高校に敗れて大会45連覇を逃したが、２週間後の近畿ブロック大会において２点の僅差でリベンジに成功。現在もチームメイトとなる柳川幹也との２ガードコンビの活躍が光った。

洛南高校から東海大学に進み、4年次には主将を務めた。
本格的なガードに転向したのは東海大学入学後。梅丘中学、洛南高校までは、一瞬でトップスピードになるチェンジ・オブ・ペースを武器に活躍してきた。
第57回関東大学新人戦（男子）で東海大学が４年ぶり６回目の優勝を果たし、寺嶋良は最優秀選手賞に輝いた。決勝４Q残り10.8秒の場面で、寺嶋のドライブを口火にボールがつながり、チームメイトのブザービーター勝利を演出している。
2019年12月、大学4年ながら京都ハンナリーズとプロ契約。12月29日の三遠ネオフェニックス戦でプロ初出場。
卒業後初年度となる2020-21シーズンの副主将に任命される。
Bリーグオールスターゲーム2020-21（中止）ではSNS投票で選出された。
2021年5月、広島ドラゴンフライズに移籍。

### 日本代表歴
2021年11月、FIBA バスケットボールワールドカップ 2023 アジア地区予選の日本代表候補に選出された。初の男子日本代表候補中、３Ｐシュート成功率46.2％はバックコートの12人中でトップタイ。また、フィールドゴール試投数が富樫勇樹（千葉ジェッツ）、西田優大（シーホース三河）に次ぐ3位と、オフェンスでの評価が高い。同月の中国戦で公式戦初出場。また、2023年9月、中国の杭州で行われたアジア競技大会の日本代表に選出された。

## 経歴
- 洛南高 - 東海大 - 京都（2020年 - 2021年)-広島(2022年-)

## 人物
趣味は読書であり、Instagramに読書アカウントを持っている。

## 記録
レギュラーシーズン
| シーズン        | チーム | GP | GS | MPG | FG%  | 3P%  | FT%  | RPG | APG | SPG | BPG | TO  | PPG |
| --------------- | ------ | -- | -- | --- | ---- | ---- | ---- | --- | --- | --- | --- | --- | --- |
| Bリーグ 2020-21 | 京都   | 55 | 55 | 21  | .446 | .313 | .809 | 2.3 | 3.2 | 0.8 | 0.1 | 1.3 | 8.1 |